# Jerzy Kwaśniewski (adwokat)
Jerzy Adam Kwaśniewski (ur. 28 maja 1983) – polski adwokat, współtwórca i prezes zarządu Fundacji Instytutu na rzecz Kultury Prawnej Ordo Iuris.
Absolwent studiów prawniczych na Uniwersytecie Warszawskim. W 2020 w rankingu amerykańskiego portalu Politico zajął ósme miejsce w kategorii „marzyciele”, wśród najbardziej wpływowych osób w Europie.
Żonaty z Beatą, ma sześcioro dzieci.